# Miersiograpsus
Miersiograpsus is een geslacht van kreeftachtigen uit de klasse van de Malacostraca (hogere kreeftachtigen).

## Soorten
- Miersiograpsus australiensis Türkay, 1978
- Miersiograpsus kingsleyi (Miers, 1885)